# Festo (empresa)
Festo é uma empresa multinacional alemã com sede na cidade de Esslingen am Neckar. Sua especialização é em produtos e serviços para controle e automação industrial pneumáticos e eletro-eletrônicos.

## Ligações Externas
- Site da Festo nos EUA
- Site da Festo na Alemanha